# Zarząd (spółki kapitałowe)
Zarząd – organ wykonawczy spółek kapitałowych i ewentualnie spółki partnerskiej (jeżeli umowa spółki go przewiduje), którego głównym zadaniem jest prowadzenie spraw spółki i jej reprezentacja. Sposób działania zarządu reguluje ustawa kodeks spółek handlowych (Dz.U. z 2022 r. poz. 1467) oraz postanowienia umowy spółki z ograniczoną odpowiedzialnością, prostej spółki akcyjnej lub statutu spółki akcyjnej bądź umowy spółki partnerskiej.

## Obowiązki członków zarządu spółki
Prawem i obowiązkiem członka zarządu jest reprezentacja oraz prowadzenie spraw spółki. Niezależnie od charakteru spółki nowelizacja Kodeksu spółek handlowych obowiązująca od dnia 13 października 2022 roku wprowadziła szereg nowych obowiązków dla zarządzających. Na pierwszy plan, wśród wielu zmian wysuwa się obowiązek zachowania przez członków zarządu należytej staranności w zakresie wykonywania swoich obowiązków oraz obowiązek lojalności wobec spółki. Obowiązek zachowania należytej staranności przez członków zarządu ma znaczenie zarówno w stosunkach zewnętrznych, jak i wewnętrznych. W pierwszym chodzi o ocenę działań zarządu w stosunku do innych uczestników obrotu gospodarczego i dotyczy takich kwestii jak terminowe płatności oraz realizacja obowiązków nałożonych przepisami prawa upadłościowego oraz restrukturyzacyjnego. Podstawowym obowiązkiem starannego działania członka zarządu w kontekście sytuacji zewnętrznej jest odpowiednio wczesne złożenie wniosku o ogłoszenie upadłości spółki z o.o. w sytuacji jej niewypłacalności. W aspekcie wewnętrznym chodzi zaś to, że członek zarządu ponosi odpowiedzialność wobec spółki za swoje działania lub zaniechania.  przez członka zarządu odpowiedzialności wobec samej spółki za jego zawinione działania i zaniechania. Do oceny, czy członek zarządu ponosi winę stosuje się miarę należytej staranności wynikającą z zawodowego charakteru tej funkcji.

## Spółka z ograniczoną odpowiedzialnością
Zarząd w spółce z ograniczoną odpowiedzialnością może się składać z jednego lub większej liczby członków, którzy są powoływani uchwałą wspólników. Członkami zarządu mogą być wspólnicy albo osoby trzecie. Mandat członka zarządu wygasa z dniem odbycia zgromadzenia wspólników zatwierdzającego sprawozdanie finansowe za pierwszy pełny rok obrotowy pełnienia funkcji członka zarządu. Jeżeli członek zarządu został powołany na dłużej niż rok to jego kadencja wygasa z dniem odbycia zgromadzenia wspólników, zatwierdzającego sprawozdanie finansowe za ostatni pełny rok obrotowy pełnienia funkcji członka zarządu. Mandat wygasa również wskutek śmierci, rezygnacji albo odwołania ze składu zarządu.
Prawo członka zarządu do reprezentacji spółki rozciąga na wszystkie czynności sądowe i pozasądowe spółki. Czynności sądowe oznaczają możliwość zastępowania spółki przed sądami powszechnymi oraz przed innymi sądami (Sądem Najwyższym, Naczelnym Sądem Administracyjnym), a także dokonywania wszelkich czynności procesowych (np. wytaczania powództw, uznania i cofnięcia powództwa, składania zażaleń, apelacji, udział w postępowaniu egzekucyjnym). Do czynności pozasądowych zalicza się te czynności, które nie są czynnościami przed sądem lub umożliwiającymi takie postępowanie, a więc będzie to głównie dokonywanie czynności prawnych (oświadczeń woli oraz oświadczeń wiedzy) lub przyjmowanie oświadczeń woli kierowanych do spółki. Prawa reprezentacji członka zarządu nie można ograniczyć ze skutkiem prawnym wobec osób trzecich. Oznacza to, że wszelkie przypadki ograniczania prawa reprezentacji członków zarządu nie odnoszą skutku prawnego w stosunkach zewnętrznych spółki. Ograniczenia te mają jedynie skutek w relacjach pomiędzy członkiem zarządu a spółką. Wszelkie naruszenia takich ograniczeń mogą ewentualnie skutkować odpowiedzialnością organizacyjną członków zarządu. A więc przykładowo jeżeli wspólnicy pozbawili chwilowo członka zarządu prawa reprezentacji a on mimo tego w tym czasie zawarł umowę z osobą trzecią to umowa taka będzie ważna. Natomiast członek zarządu będzie ponosił wówczas odpowiedzialność organizacyjną wobec spółki za zawarcie takiej umowy mimo braku umocowania. Może być za dokonanie takiej czynności zawieszony w prawach członka zarządu lub odwołany ze swojej funkcji.
Do składania oświadczeń w imieniu spółki wymagane jest współdziałanie dwóch członków zarządu albo jednego członka zarządu łącznie z prokurentem. Oświadczenia składane spółce oraz doręczenia pism spółce mogą być dokonywane wobec jednego członka zarządu lub prokurenta. W czynnościach między spółką a zarządem spółka jest reprezentowana przez pełnomocnika powołanego uchwałą wspólników albo przez radę nadzorczą.
Każdy członek zarządu ma prawo i obowiązek prowadzenia spraw spółki. Każdy jest uprawniony do prowadzenia spraw nieprzekraczających zwykłych czynności spółki bez uprzedniej uchwały. W przypadku, gdy sprawa przekracza zakres zwykłych czynności lub gdy jej załatwieniu sprzeciwi się choćby jeden z pozostałych członków zarządu, wymagana jest uprzednia uchwała.
Uchwały zarządu mogą być powzięte, jeżeli wszyscy członkowie zostali prawidłowo powiadomieni o posiedzeniu zarządu. Uchwały zarządu zapadają bezwzględną większością głosów, chyba że umowa spółki stanowi inaczej. Powołanie prokurenta wymaga zgody wszystkich członków zarządu. Odwołać prokurę może każdy członek zarządu. W przypadku sprzeczności interesów spółki z interesami członka zarządu, jego współmałżonka, krewnych i powinowatych do drugiego stopnia oraz osób, z którymi jest powiązany osobiście, członek zarządu powinien wstrzymać się od udziału w rozstrzyganiu takich spraw.
Członek zarządu nie może bez zgody spółki zajmować się interesami konkurencyjnymi ani też uczestniczyć w spółce konkurencyjnej jako wspólnik spółki cywilnej, spółki osobowej lub jako członek organu spółki kapitałowej bądź uczestniczyć w innej konkurencyjnej osobie prawnej jako członek organu. Zakaz ten obejmuje także udział w konkurencyjnej spółce kapitałowej w przypadku posiadania przez członka zarządu co najmniej 10% udziałów lub akcji tej spółki albo prawa do powołania co najmniej jednego członka zarządu.

## Spółka akcyjna
Zarząd w spółce akcyjnej działa na podobnych zasadach jak zarząd w spółce z ograniczoną odpowiedzialnością. Zarząd prowadzi sprawy spółki i reprezentuje spółkę. Zarząd składa się tutaj z jednego albo większej liczby członków. Do zarządu mogą być powołane osoby spośród akcjonariuszy lub spoza ich grona. Członków zarządu powołuje i odwołuje rada nadzorcza, chyba że statut spółki stanowi inaczej. Członek zarządu może być odwołany lub zawieszony w czynnościach także przez walne zgromadzenie.
Okres sprawowania funkcji przez członka zarządu nie może być dłuższy niż pięć lat. Mandat członka zarządu wygasa najpóźniej z dniem odbycia walnego zgromadzenia zatwierdzającego sprawozdanie finansowe za ostatni pełny rok obrotowy pełnienia funkcji członka zarządu. Mandat członka zarządu wygasa również wskutek śmierci, rezygnacji albo odwołania go ze składu zarządu. Rezygnację z funkcji członka zarządu należy złożyć na ręce spółki, nie na ręce zgromadzenia wspólników lub rady nadzorczej. Bez względu na sposób powołania, członek zarządu może być w każdym czasie odwołany. Odwołać go może organ lub osoba do tego uprawniona, tj. wskazana w ustawie lub statucie. Jeżeli statut nie zawiera w tym względzie odmiennych postanowień, odwołać członka zarządu może zawsze rada nadzorcza oraz walne zgromadzenie.
Jeżeli zarząd jest wieloosobowy, wszyscy jego członkowie są obowiązani i uprawnieni do wspólnego prowadzenia spraw spółki, chyba że statut stanowi inaczej.
Przez prowadzenie spraw spółki rozumie się podejmowanie wszystkich czynności związanych z funkcjonowaniem spółki, które nie są jej oświadczeniami woli wobec osób trzecich. Jeżeli brak w tym względzie odmiennej regulacji statutowej, do prowadzenia spraw spółki uprawnieni i zobowiązani są wszyscy członkowie zarządu. Ma to być wspólne prowadzenie spraw, czyli odmiennie niż w spółce z o.o.; w spółce akcyjnej nie jest możliwe prowadzenie spraw przez jednego członka zarządu. Jeżeli więc ani statut, ani regulamin zarządu nie regulują tej kwestii inaczej to dla każdej sprawy w spółce akcyjnej wymagana jest uchwała zarządu. Uchwały zarządu zapadają bezwzględną większością głosów, chyba że statut stanowi inaczej. Statut może przewidywać, że w przypadku równości głosów decyduje głos prezesa zarządu, jak również przyznawać mu określone uprawnienia w zakresie kierowania pracami zarządu. Uchwały zarządu mogą być powzięte, jeżeli wszyscy członkowie zostali prawidłowo zawiadomieni o posiedzeniu zarządu. Powołanie prokurenta wymaga zgody wszystkich członków zarządu. Odwołać prokurę może każdy członek zarządu.
Prawo członka zarządu do reprezentowania spółki dotyczy wszystkich czynności sądowych i pozasądowych spółki. Prawa członka zarządu do reprezentowania spółki nie można ograniczyć ze skutkiem prawnym wobec osób trzecich. Reprezentowanie spółki polega na składaniu wobec osób trzecich oświadczeń woli, które wiążą spółkę, a także oświadczeń wiedzy, czy dokonywaniu czynności faktycznych wywołujących skutki prawne (np. wręczanie zbywanych papierów wartościowych). Reprezentacja obejmuje również przyjmowanie oświadczeń w imieniu spółki. Jeżeli zarząd jest wieloosobowy, sposób reprezentowania spółki określa jej statut. Jeżeli statut nie zawiera żadnych postanowień w tym przedmiocie, do składania oświadczeń w imieniu spółki wymagane jest współdziałanie dwóch członków zarządu albo jednego członka zarządu łącznie z prokurentem. Oświadczenia składane spółce oraz doręczenia pism spółce mogą być dokonywane wobec jednego członka zarządu lub prokurenta.
Walne zgromadzenie i rada nadzorcza nie mogą wydawać zarządowi wiążących poleceń dotyczących prowadzenia spraw spółki.
W przypadku sprzeczności interesów spółki z interesami członka zarządu, jego współmałżonka, krewnych i powinowatych do drugiego stopnia oraz osób, z którymi jest powiązany osobiście, członek zarządu powinien wstrzymać się od udziału w rozstrzyganiu takich spraw. Kompetencje do określenia wynagrodzenia członków zarządu posiada rada nadzorcza. W umowie między spółką a członkiem zarządu, jak również w sporze z nim spółkę reprezentuje rada nadzorcza albo pełnomocnik powołany uchwałą walnego zgromadzenia.
Członek zarządu nie może bez zgody spółki zajmować się interesami konkurencyjnymi ani też uczestniczyć w spółce konkurencyjnej jako wspólnik spółki cywilnej, spółki osobowej lub jako członek organu spółki kapitałowej bądź uczestniczyć w innej konkurencyjnej osobie prawnej jako członek organu. Zakaz ten obejmuje także udział w konkurencyjnej spółce kapitałowej, w przypadku posiadania w niej przez członka zarządu co najmniej 10% udziałów albo akcji bądź prawa do powołania co najmniej jednego członka zarządu.

## Prosta spółka akcyjna
W prostej spółce akcyjnej zasady powoływania i odwoływania członków zarządu oraz funkcjonowania zarządu są podobne do zasad obowiązujących w spółce akcyjnej. Jeżeli prosta spółka akcyjna nie ma rady nadzorczej, członków zarządu powołuje i odwołuje się uchwałą akcjonariuszy, chyba że umowa spółki stanowi inaczej.

## Spółka partnerska
Zarząd spółki partnerskiej powołuje i odwołuje się na analogicznych zasadach jak w spółce z ograniczoną odpowiedzialnością. To samo dotyczy jego funkcjonowania. Członkiem zarządu jest przynajmniej 1 partner.